# Eusynthemis guttata
Eusynthemis guttata är en trollsländeart som först beskrevs av Selys 1871.  Eusynthemis guttata ingår i släktet Eusynthemis och familjen skimmertrollsländor. Inga underarter finns listade i Catalogue of Life.